# 국제학교

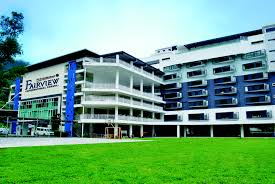

국제학교(國際學校)는 다국적 학생들과 교사들이 소속되는 국제교육기관으로 해외 국가에 거주하는 주재원의 외국인 자녀들이나 표준화된 국제교육 커리큘럼을 요구하는 학생들이 주로 재학한다. 세계 각국 국제학교들은 주로 미국이나 영국식 공인교육과정을 따르며, 프로그램을 교수할 수 있는 교사진이 채용되어 WASC 같은 교육의원회나 협회들에 의해 엄격한 공인인증을 받는다. 한국의 경우 외국인학교들을 제외한 내국인 입학가능 국제학교는 ‘경제자유구역 및 제주국제자유도시의 외국교육기관 설립 운영에 관한 특별법’에 따라 설립된 제주국제학교(4개교) 및 외국교육기관(3개교)들이 이에 해당하며, 내국인 비율에 제한을 받는 외국교육기관들은 입학 경쟁률이 무척 높다.  

## 국제학교 입학조건
한국의 경우 다수의 외국인학교(청라달튼을 제외하고 국내학력인증불가)들을 제외하면 내국인이 조건 없이 입학할 수 있는 교육부 인가국제학교(국내학력인증 가능, 국적 및 해외거주 조건 없이 내국인 입학 가능)는 총7곳이 있다. 제주특별자치도 및 경자청 등에 설립된 외국교육기관들의 경우 제주국제학교를 제외하면 내국인 비율에 엄격한 제한을 받으며, 총7개의 인가국제학교들은 해외 거주 요건 없이 내국인이 입학할 수 있다. 국제학교 설립 취지 본질에 의거해 주재 외교관들과 국제기업 주재원 자녀들 교육이 주된 목적이므로 외국인학교의 경우 내국인의 입학 조건이 까다로워 부모의 국적, 비자 상태, 거주목적 직업 등을 입학 순위에 반영하며, 내국인이 외국인학교에 지원하기 위해서는 해외 3년 이상 거주 요건 등을 증명해야 한다. 

## 국제학교 커리큘럼
국내외 학력인증된 국제학교들은 IB(International Baccalaureate) 또는 AP(Advanced Placement)프로그램을 제공한다. 스위스 IBO에서 주관하는 IB교육과정은 국제 표준화된 학력 프로그램으로 45점 만점이며 국제학교 교육 수준과 학생들 실력에 따라 그 평균 점수에 차이가 크다. 영국계 국제학교들은 캠브리지IGCSE 등의 대학 예비과정을 포함하고 미국계 국제학교들은 AP를 편성한다. 고등과정 IB디플로마는 유럽, 북미, 아시아의 세계적인 명문 대학들이 대부분 대입 자격으로 인정하며 IB디플로마를 통해 명문대 입학과 학점 인정을 받을 수 있다. 한국의 서울대, 카이스트 등의 명문대들도 국제 전형시 IB디플로마 점수를 입학평가에 반영한다. 국제학교를 졸업한 학생들은 대부분 미국, 캐나다, 영국 등의 유럽, 호주 및 아시아권 해외 명문대학으로 진학하는 경우가 대부분이고, 학업 이외의 EC요소들도 중요시하기 때문에 꾸준한 스포츠 활동 참여 및 악기 연주 및 드라마 연극 등의 예술 활동, 국제적인 토론,  MUN (모의유엔) 등 사회활동에 적극적으로 참여한다. 싱가폴, 태국, 한국 등지의 등 각 국가별 명문 국제학교들은 국제학교 전용 리그를 형성하여 매년 축구, 농구, 배구, 배드민턴, 테니스, 럭비, 수영, 골프, 음악, 미술, 수학 등 분야별 경연 대회를 열고 학생들이 능동적으로 참여하도록 학교간 긴밀히 편성한다.

## 대한민국 교육부 학력인증 인가국제학교(해외거주 조건없이 내국인 입학가능)
국내 인가국제학교는 기숙사비를 포함할 경우 1년에 약 미화6-7만불 내외의 학비가 들기 때문에 일반인들의 진입은 사실상 불가능한 학교들로 간주된다. 주한주재 외국인 및 한국의 고위층 및 정계, 재계, 언론문화계, 예술계, 전문직종 등 사회 주요 계층의 상류층 자녀들이 유소년기 해외유학보다는 국내에서 안전하게 부모와 거주하며 서양 현지 정규교육의 특권과, 이중언어 환경 영위의 교육목적이 주를 이룬다. 한국의 인가국제학교(7개)는 제주특별자치도 및 경제자유구역 등지에 설립된 외국교육기관들로, 대구 및 송도국제도시 3개의 외국교육기관들은 내국인 비율에 엄격한 제한을 받으므로 내국인 쿼터의 입학 경쟁률이 매우 높고 입학 준비를 위한 사교육을 별도로 받기도 한다. 졸업생 대부분이 해외대학으로 진출하고, 내국인의 경우 국내학력인증 혜택까지 받기 때문에 대한민국 주요 대학 지원도 선택할 수 있다. 대한민국 교육부 인가 7개 국제학교들은 주요 외국인학교들과 스포츠 연합활동 등을 정기 개최하고 대부분의 재학생들이 승마, 하키, 수영, 골프, 펜싱, 테니스, 농구, 축구, 야구, 배구, 스키 등의 다채로운 서구  엘리트 스포츠 활동에 적극 참여하며, 이를 바탕으로 외국교육기관 재학생들만의 커뮤니티가 공고히 형성돼 있다. 선후배간 졸업생들 자부심도 대단하여 ALUMNI 특유의 HONOR 문화가 발달되어 있다.   
외국교육기관 및 외국인학교 종합안내 (isi.go.kr) http://www.isi.go.kr
초중등교육법 제65조에 의거, 국내에서 경제자유구역 외국교육기관 및 제주국제학교外 학교설립인가를 받지 않은 일반 학원 사업자가 학생을 모집하여 학교의 형태로 운영하거나 국제학교 명칭을 사용할 경우 시설폐쇄 명령이 가해질 수 있다.   
- 제주특별자치도 노스런던컬리지에잇스쿨 제주 (NLCS) 브랭섬홀아시아 (BHA) 세인트존스베리아카데미제주 (SJA) 한국국제학교 제주캠퍼스 (KISJ)  설립확정(개교예정): FSAA풀턴 사이언스아카데미 애서튼(Fulton Science Academy Atherton)
- 이시아폴리스 대구국제학교 (DIS) 국내최초 인가국제학교-내국인 입학가능 초중등 외국교육기관
- 송도 채드윅송도국제학교 (CI) 수도권 최초 인가국제학교-내국인 입학가능 초중등 외국교육기관
- 송도 칼빈매니토바국제학교 (CMIS) 수도권 두번째 인가국제학교-내국인 입학가능 초중등 외국교육기관

## 한국의 주요 외국인학교 (부모의 외국국적 또는 내국인의 경우 3년 이상 외국에서 거주한 자격 필요)외국교육기관 및 외국인학교 종합안내 (isi.go.kr)
- 아시아퍼시픽국제 외국인학교 APIS
- 청라달튼외국인학교 CDI (한국의 외국인학교 중 유일하게 한국학력인증 가능)
- 서울외국인학교 SFS
- 서울국제학교 SIS
- 서울프랑스학교
- 하비에르국제학교
- 서울독일학교
- 서울용산국제학교 YISS
- 한국외국인학교 (KIS판교 / KIS개포) 제주캠퍼스는 한국학력인증 인가국제학교
- 서울 드와이트 외국인학교
- 국제크리스쳔학교 (의정부)
- 경기수원외국인학교 (GSIS)
- 대전외국인학교
- 부산외국인학교

## 같이 보기
- 유나이티드 월드 칼리지
- IGCSE
- IB 중등 교육 프로그램
- IB 초등 교육 프로그램